# 網中的太陽
《網中的太陽》是1963年的捷克斯洛伐克電影，由施特凡·乌赫尔導演，在斯洛伐克電影發展上有重要地位，是開始捷克斯洛伐克新浪潮的電影之一。當時由於共產黨的控制漸漸放鬆，電影由1950年壓抑的社會主義現實主義轉變到1960年代的捷克斯洛伐克新浪潮，比較社會批判或是實驗性的電影。在1990年代末期時，捷克斯洛伐克電影學者及評論家在條列前捷克斯洛伐克電影史上的十大重要電影，許多人都將《網中的太陽》列為十大重要電影之一。

## 劇情
Oldrich "Fajolo" Fajták（馬利安·別利克飾演）有對女友Bela Blažejová（亞娜·貝拉科娃）使用言語暴力，Fajolo出發去參加名義上志願性（其實是政府強制參加）的夏季農場營隊，因此他和Bela都開始和其他人交往。另一個平行的故事是和Bela長久關係緊張的家有關，她失明母親（愛莉需卡·諾薩洛娃飾演）的習得性無助，她的父親（安德烈·范德利克）發現了爺爺（亞當·揚科飾演）的婚外情，Fajolo恰好也到爺爺所住的村莊，去找農場認識的志願者女同學Jana尋求安慰。Fajolo開始找Bela爺爺的秘密，而同時Bela在和她的新男友Peťo（盧博・羅曼飾）一起閱讀Fajolo從農場寄出的信件，並且嘲笑Fajolo。
在影片開始主角們看著幾乎被厚雲蓋住的日食，和夏季和秋季的日落景象相呼應，影片中主角們也有多次在市郊多瑙河上浮橋上，透過漁夫的網子看到太陽的景像，Fajolo和Peťo分別發現了二個浮橋，並用來做為游泳的甲板，Fajolo在上面思考人生，Peťo則在上面和Bela調情。後來，經過一系列壓抑的人際危機後，Bela帶著失明的媽媽和弟弟Milo（彼得·洛博特卡飾演）到浮橋上，但河水放掉了，浮橋在乾的地面上，Bela和Milo對媽媽說謊，說著他們看到的景象，而說的內容其實是片頭時所看到的日食。

## 演員
- 馬利安·別利克（Marián Bielik）飾演Oldrich "Fajolo" Fajták[2]
- 米哈烏·多科羅曼斯基（Michal Dočolomanský，1942年生）為Oldrich "Fajolo" Fajták配音
- 亞娜·貝拉科娃（Jana Beláková）飾演Bela Blažejová[2]
- 愛莉需卡·諾薩洛娃（Eliška Nosáľová）飾演Bela的媽媽，Stanislava "Stanka" Blažejová
- 安德烈·范德利克（Andrej Vandlík，1925年-1985年）飾演Bela的爸爸Ján "Jano" Blažej
- 彼得·洛博特卡（Peter Lobotka）飾演Bela的兄弟，Milo Blažej
- 亞當·揚科（Adam Jančo）飾演Bela的祖父Farm Stacker Blažej
- 帕維爾·克洛巴克（Pavol Chrobák）飾演Supervisor Mechanic Blažej
- 維利亞姆·波洛尼（Viliam Polónyi，1928年生）為Supervisor Mechanic Blažej配音
- 盧博・羅曼（Ľubo Roman，1944年生）飾演Peťo
- 奧爾加·薩拉戈瓦（Oľga Šalagová）飾演Jana

烏赫爾選用知名度不高的演員（例如愛莉需卡·諾薩洛娃和安德烈·范德利克，二人都來自斯洛伐克马丁的SNP劇院，或是非演員，後來又讓米哈烏·多科羅曼斯基（當時是表演系學生，後來是斯洛伐克電影的巨星）和專業演員維利亞姆·波洛尼來擔任二名演員的配音。演員中只有盧博・羅曼（當時是表演系學生）後來成為專業的演員及劇院管理員，最後從政。亞娜·貝拉科娃來自歌手的家庭，她在幾部電視劇中有零星的演出，就像她在《網中的太陽》中的角色一樣，從事歌唱事業。

## 重要性
捷克斯洛伐克共產黨的統治在1960年代初有些放鬆，《網中的太陽》是第一部利用此政治局勢而上映的電影，其中有許多以往不可能出現的政治和社會議題：遠距父母（對兒女也不太關心）、婚外情的丈夫、青少年情侶的分分合合、試圖自殺、運作不佳旳集體農場、學生鄙視暑期「志願」工作的事實。在電影中這些議題都沒有用「積極正面」的方式處理。青少年情侶感情分分合合的故事主線，都市場景設定的現實及新穎，其中有關政治或社會禁忌的隱喻，沒有被觀眾忘記。《網中的太陽》的上映，讓電影界以及觀眾看到了政府之前限制，不允許上映的電影。
導演烏赫爾除了努力擺脫社會主義現實主義的嚴释要求外，他也被1950年代西歐的電影和文化潮流所影響。電影中有一些意大利新现实主义的痕跡、電影的低調風格，對話中有一些當時流行的存在主義，電影的低調風格，在其中喝啤酒的場景中，試圖使用「真實電影」的手法，其中有真實村民沒有劇本的對話以及一些背景音樂。這也讓導演選擇使用觀眾不熟的演員，甚至是非演員。這部電影的特點激發了布拉格電影學院（FAMU）學生的靈感，之後拍攝了一系列的影片，也就形成了捷克斯洛伐克新浪潮。

## 外部連結
- 互联网电影数据库（IMDb）上《網中的太陽》的资料（英文）
- 豆瓣电影上《網中的太陽》的資料 （简体中文）